# Mirko Brovč
Mirko Brovč, član organizacije TIGR in partizan, * 10. februar 1914, Koritnica, Tolmin, † 29. november 1998, Koritnica.
Ljudsko šolo je obiskoval v rojstnem kraju. V letih 1928-1929 je bil vajenec v Gorici. Tu ga je junija 1930 pred 1. tržaškim procesom fašistična  policija zasliševala. To ga je bremenilo tudi na 2. tržaškem procesu. V zgodnjih 30-tih letih 20. stoletja je bil povezan s Simonom Kosom. V organizacijo TIGR je stopil leta 1934. Razpečeval je prepovedano literaturo, imel sestanke z Danilom Zelenom in Ferdom Kravanjo ter prenašal orožje in razstrelivo preko državne meje iz Kraljevine Jugoslavije v Italijo. Aretiran je bil oktobra 1940 in decembra 1941 na 2. tržaškem procesu obsojen na 30 let zapora. Kazen je prestajal v Castelfranco Emilia, kjer se je vključil v komunistično skupino zapornikov. Iz zapora je bil izpuščen 18. februarja 1944. Po vrnitvi domov se je povezal z Osvobodilno fronto. Skrito orožje, ki mu je ostalo še iz časov, ko ga je tihotapil za organizacijo TIGR je izročil partizanom. Tudi sam se je pridružil narodnoosvobodilni borbi. V partizanih je delal kot referent za propagando in finance, nato pa je bil politični komisar bataljona v 
Gradnikovi brigadi.